# Charles Addams
Pour les articles homonymes, voir Addams.
Charles Addams, né le 7 janvier 1912 à Westfield (New Jersey) et mort le 29 septembre 1988 à New York, est un dessinateur humoristique américain. Connu pour son humour noir et ses personnages macabres, il signait sous le nom de Chas Addams.
Il est notamment l'auteur de La Famille Addams, une série de  cartoons (dessins humoristiques) parus à partir de 1938 dans le magazine américain The New Yorker et qui donna naissance à quatre films (deux productions en prises de vues réelles et deux films d'animation par ordinateur), six séries télévisées — dont deux animées —, une comédie musicale jouée à Broadway, plusieurs jeux vidéo, un jeu de flipper et de nombreux produits dérivés.

## Hommages
Le 7 janvier 2012, à l'occasion du centième anniversaire de la naissance de l'artiste, Google crée un doodle personnalisé aux couleurs de son univers afin de lui rendre hommage.
En juillet 2018, le public du Comic Con vote son inscription posthume au temple de la renommée Will Eisner, une liste honorant les plus grands noms des comics américains.

### Monographies
- Linda H. Davis, Charles Addams: A Cartoonist's Life, Random House, 382 pages, 2006
- Dave Strickler, Syndicated Comic Strips and Artists, 1924-1995: The Complete Index, Cambria, CA: Comics Access, 1995.  (ISBN 0-9700077-0-1)